# Lijst van burgemeesters van Muntendam
Dit is een lijst van burgemeesters van de voormalige Nederlandse gemeente Muntendam in de provincie Groningen tot 1 januari 1990 toen Muntendam en Meeden samengevoegd werden tot de gemeente Oosterbroek
| Ambtsperiode | Naam burgemeester           | Leven     | Partij of stroming | Bijzonderheden |
| ------------ | --------------------------- | --------- | ------------------ | --- |
| 1812 - 1844  | Roelf Jans Giezen           | 1770-1844 |                    | eerst maire/schout, ovl. 15 mei 1844                                                                                    |
| 1844 - 1850  | Otto Jans Buitenhof         | 1777-1851 |                    | beroep: landbouwer |
| 1850 - 1863  | mr. Gerhard Nauta           | 1821-1900 | Liberaal           | sinds 1847 tevens burgemeester van Meeden. Van 1883 tot 1900 lid van Provinciale Staten van Groningen; beroep: advocaat |
| 1863 - 1905  | Kornelis Venema             | 1824-1911 | Liberaal           | tevens burgemeester van Meeden. Van 1880 tot 1904 lid van Provinciale Staten van Groningen.                             |
| 1905 - 1942  | Roelf Eijes Torringa        | 1877-1960 |                    | |
| 1942 - 1944  | Willem Pot                  | 1888-1963 | NSB                | |
| 1944 - 1945  | Detmer ten Have jr.         | 1895-1974 | NSB                | waarnemend burgemeester, tevens burgemeester van Zuidbroek                                                              |
| 1945         | Jan Hendrik Heikens         |           | NSB                | waarnemend burgemeester                                                                                                 |
| 1945 - 1946  | Jan Stoffer Gruben          | 1902-1966 |                    | waarnemend burgemeester, ridder in de Orde van Oranje-Nassau                                                            |
| 1946 - 1958  | Gerrit Groenendaal          | 1907-1996 | PvdA               | later burgemeester van de gemeenten Kuinre en Blankenham                                                                |
| 1958 - 1966  | Freerk Tjaberings           | 1919-2001 | PvdA               | was gemeentesecretaris van Baarderadeel, werd burgemeester van Krommenie                                                |
| 1966         | Koos (J.G.) Borgesius       | 1919-1992 | PvdA               | waarnemend burgemeester, tevens burgemeester van Meeden, later burgemeester van Rolde                                   |
| 1966 - 1974  | Wim (W.G.) Verkruisen       | 1927-2009 | PvdA               | |
| 1974 - 1980  | Dick (D.G.) van den Noort   | 1944-1989 | PvdA               | |
| 1980 - 1988  | drs. Haijo (H.H.) Apotheker | *1950     | D66                | was wethouder van Loppersum, werd burgemeester van Veendam                                                              |
| 1988 - 1990  | Hedde (H.J.) Boerema        | 1920-2001 | PvdA               | waarnemend burgemeester                                                                                                 |